# Neobisium sakadzhianum
Neobisium sakadzhianum är en spindeldjursart som beskrevs av Krumpál 1984. Neobisium sakadzhianum ingår i släktet Neobisium och familjen helplåtklokrypare. Inga underarter finns listade i Catalogue of Life.